# Длинноухая ночница
Длинноухая ночница, или ночница Бехштейна (лат. Myotis bechsteinii) — небольшая летучая мышь рода ночниц. Названа в честь немецкого натуралиста Иоганна Бехштейна (1757—1822).

## Описание
Масса тела обычно составляет 6—12 г, длина тела 42—51 мм, длина хвоста 40—46 мм, длина предплечья 39—45 мм, размах крыльев 25—29 см. Ухо очень длинное (длиннее половины предплечья), с округлой вершиной; ступня с когтями примерно равна половине голени; крылья широкие. Морда длинная, маска голая. Крыловая перепонка крепится к основанию внешнего пальца ступни. Эпиблема неразвита. Мех длинный, неровный, на спине — палево-серовато-бурый, на брюхе — палево-белёсый. Череп с прямым лобным профилем и глубокой нёбной вырезкой, доходящей до уровня задних краёв клыков.

## Распространение
От Испании и юга Великобритании до Польши и Кавказа.

## Естественная история
Населяет лесные биотопы. Убежища — дупла, дуплянки, а также различные подземелья; часто держится поодиночке и с другими видами летучих мышей. Биология мало изучена. Вылетает на охоту поздно, полет медленный, спокойный. Кормится невысоко от земли над опушками, просеками и т. п., облетая отдельные кусты и деревья и часто собирая насекомых с различных субстратов. Эхолокационные сигналы низкой интенсивности в диапазоне 80—35 кГц, с максимальной амплитудой около 50 кГц. Размножается в начале лета, в выводке 1 детёныш. Выводковые колонии до 10—20 самок, самцы обычно держатся обособленно. Оседлая, зимует в различных подземных убежищах. Зимой колонии распадаются, формируясь заново весной.